# Стрепетова, Полина Антипьевна
Поли́на (Пелаге́я) Анти́пьевна Стре́петова (4 [16] октября 1850, Нижний Новгород — 17 октября 1903, Санкт-Петербург) — российская театральная актриса.

## Биография
Родители Стрепетовой и точная дата рождения Полины неизвестны: 4 октября 1850 года новорождённый ребёнок был оставлен на крыльце дома нижегородского театрального парикмахера Антипа Григорьевича Стрепетова, ставшего её приёмным отцом. Подвергшуюся длительному переохлаждению девочку едва удалось спасти, но простуда всю жизнь напоминала о себе — она была «болезненная, бедная физическими силами, неправильно сложенная».
Детство провела в Нижнем Новгороде. Приёмная мать, Елизавета Ивановна, была актрисой, обладательницей сопрано. Вместе со своими сёстрами и братьями служила в крепостном театре Д. Д. Шепелева (отец Елизаветы Ивановны, Иван Кочетов, был управляющим его выксунского имения), а сама она пела в опере. Полина уже в детстве решила, что станет актрисой.

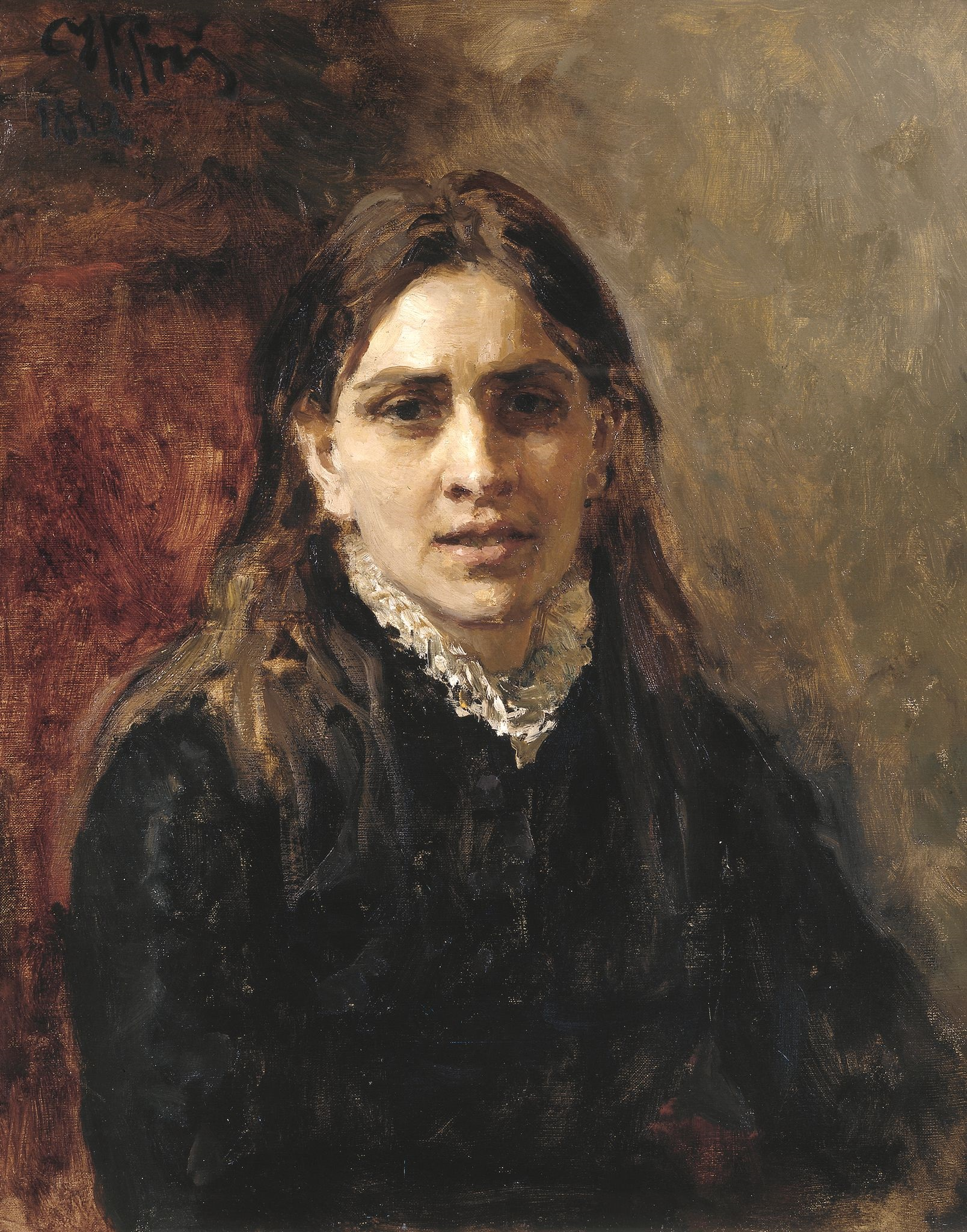
Портрет работы И. Репина. 1882 г.

Впечатление на эмоциональную девочку произвело выступление гастролирующей в Н. Новгороде московской знаменитости Л. П. Никулиной-Косицкой. Она стала своего рода эталоном для юной Стрепетовой, которая повзрослев, стала продолжательницей, созданной Никулиной традиции сочувственного, поэтичного изображения русской женщины, мечтающей и любящей, страдающей, а также отстаивающей свою любовь.

 Стрепетова впервые вышла на театральную сцену в 1865 году в Рыбинске. Она не получила театрального образования, но многое восприняла от товарищей по сцене: ученицы М. С. Щепкина — А. И. Шуберт, своего мужа — видного актёра М. И. Писарева и других.
Среди ранних ролей Стрепетовой: Верочка («Ребёнок» Боборыкина), Софья («Перемелется — мука будет» Самарина, 1866). В первые годы пребывания на сцене Стрепетовой приходилось играть в драме, комедии, водевиле, оперетте («Фауст наизнанку», «Фру-Фру», «Прекрасная Елена» и др.).
В Саратовском театре она встретилась с будущим мужем — актёром Михаилом Стрельским. Стрельский не ограничивал себя в любовных связях и кроме того имел законную супругу, проживавшую за границей. Нервные срывы и бурные ссоры становились всеобщим достоянием. Но Полина вынуждена была переезжать из города в город в качестве незаконной жены Стрельского, поскольку уже ждала ребёнка и на собственный ангажемент рассчитывать не могла.
Талант Стрепетовой как трагедийной актрисы проявился в период работы её в Казани (1871). Здесь она с огромным успехом играла свои лучшие роли — Лизавета («Горькая судьбина» Писемского), Катерина («Гроза» Островского), Марья Андреевна («Бедная невеста» Островского), Аннета («Семейные расчёты» Н. И. Куликова).
В 1876 году впервые выступила на сцене Александринского театра. С 1881 по 1890 в Александринском театре сыграла свыше 30 ролей. Её талант ценили И. С. Тургенев, В. В. Стасов, И. Е. Репин, А. Ф. Писемский, В. И. Немирович-Данченко, П. И. Чайковский, Н. А. Ярошенко. Портреты Стрепетовой писали И. Е. Репин, В. М. Васнецов, Н. А. Ярошенко. Свои воспоминания об исполнительском мастерстве П. А. Стрепетовой оставила писательница А. Н. Пешкова-Толиверова, ставшая её подругой.
В 1891 году вышла замуж за 28-летнего ревизора железнодорожного департамента Александра Дмитриевича Погодина. По воспоминаниям современников у них были очень странные отношения, он ревновал не только к бывшим мужьям супруги, но к поклонникам творчества, да и вообще к театру. Зимой 1893 года А. Д. Погодин застрелился. Его влиятельный дядя Т. И. Филиппов приложил все усилия, чтобы драматические события не освещались прессой.

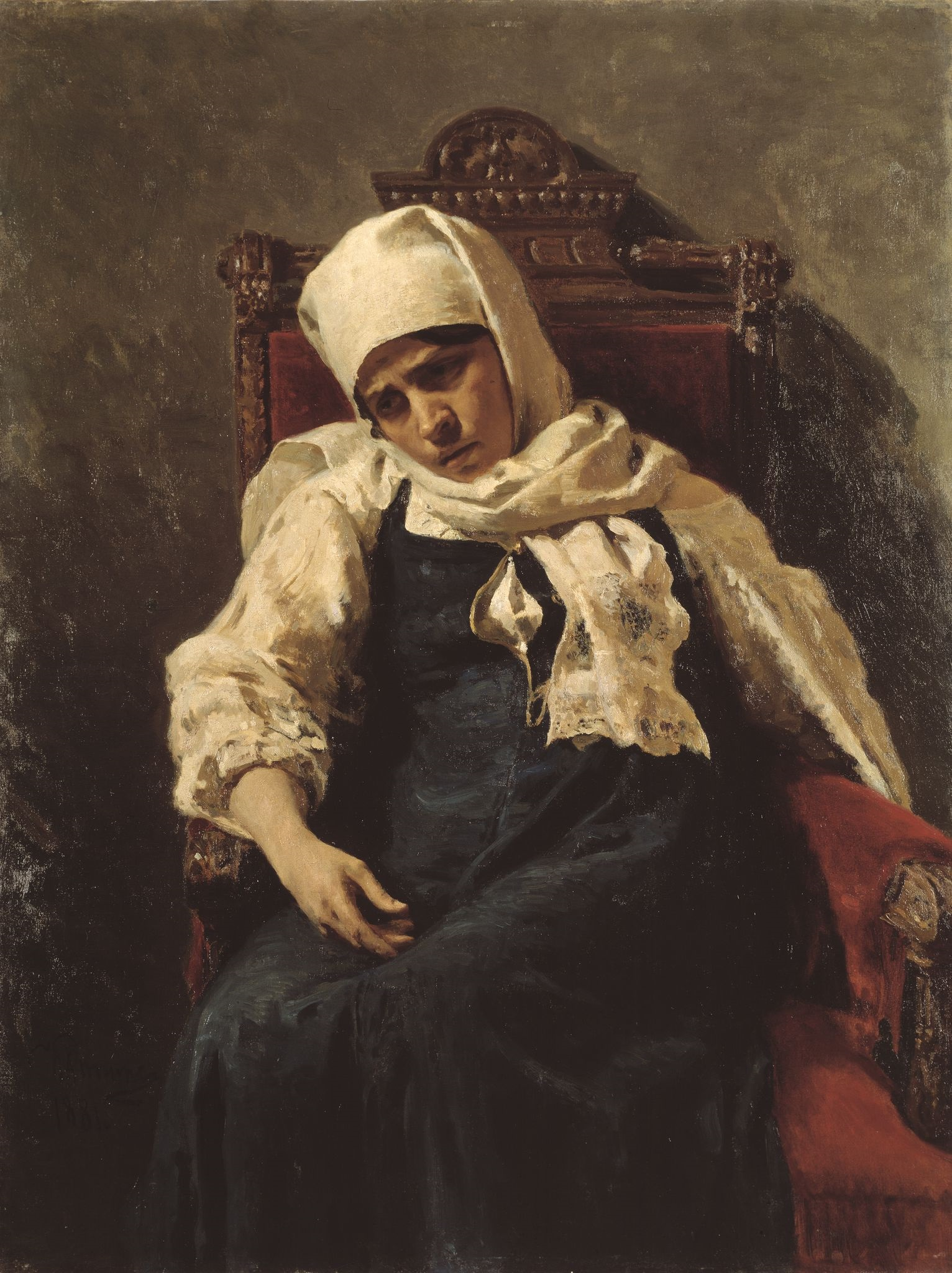
П. А. Стрепетова в роли Лизаветы (Горькая судьбина). Картина работы И. Репина (1881)

Последние годы жизни Стрепетова провела в Санкт-Петербурге. В 1895—1896 играла в Малом (Суворинском) театре и писала воспоминания, правда закончить их не успела.
П. А. Стрепетова скончалась 17 октября 1903 года от онкологического заболевания и была похоронена на Никольском кладбище Санкт-Петербурга. В 1936 году прах перенесён в Некрополь мастеров искусств.

## Память
4 октября 2001 года на доме 10 по Пушкинской улице в Санкт-Петербурге была открыта мемориальная доска.

## Семья
- Приёмный отец — Антип Григорьевич Стрепетов, театральный парикмахер.
- Приёмная мать — Елизавета Ивановна Стрепетова, актриса.
- Партнер — Михаил Кузьмич Стрельский (1844—1902), актёр.
  - Дочь (внебрачная) — Мария Модестовна Писарева (1871 — ?), учительница.
- Первый муж (с 1877 по 1884) — Модест Иванович Писарев (1844 — 1905), актёр.
  - Сын — Виссарион Модестович Писарев (1877 — 1917), дипломат, работал в Константинополе. Покончил жизнь самоубийством.
- Второй муж (с 1891 по 1893) — Александр Дмитриевич Погодин (1863—1893), ревизор департамента железнодорожной отчетности, внук известного историка и государственного деятеля Тертия Ивановича Филиппова (1826—1899). Покончил жизнь самоубийством.

## Адреса в Санкт-Петербурге

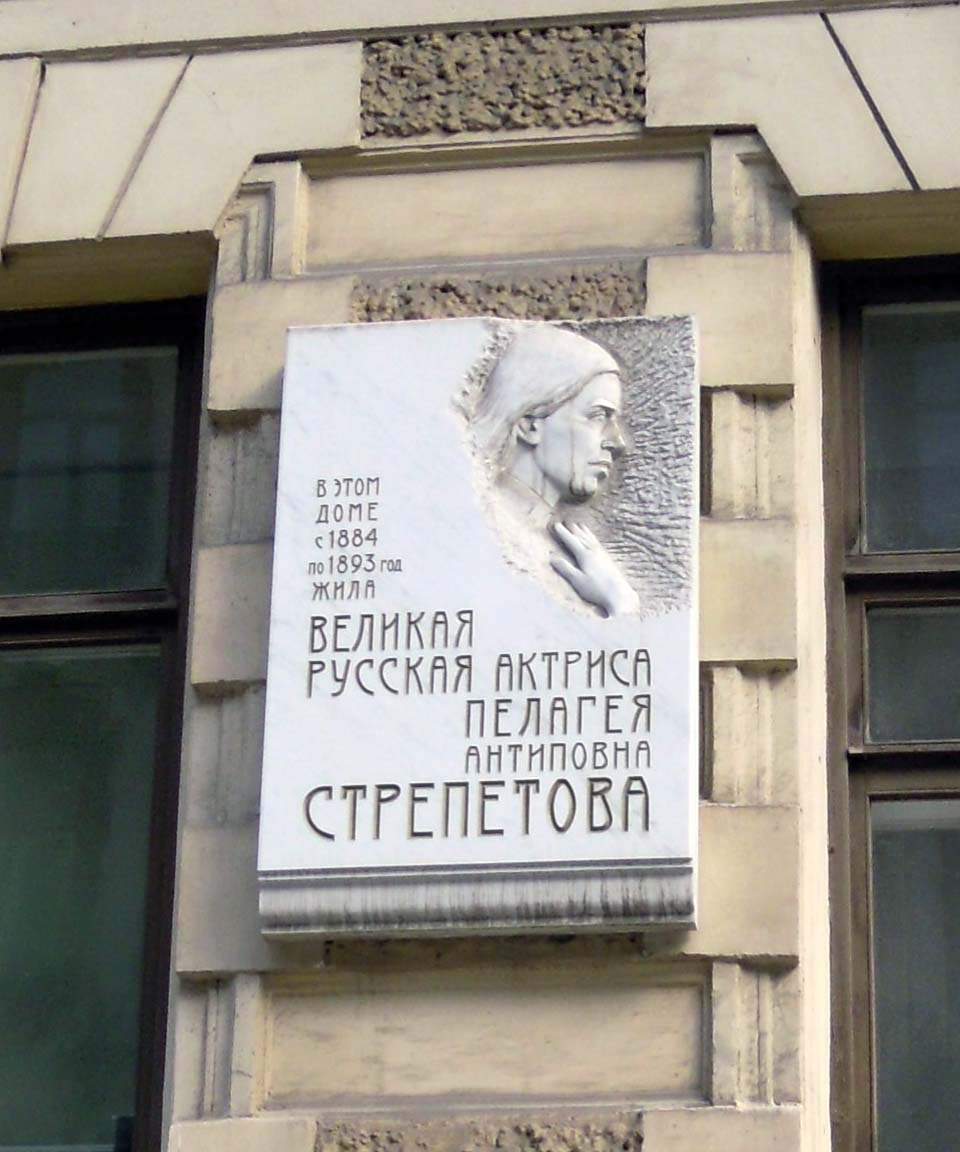
Мемориальная доска на доме 10 по ул. Пушкинской в Санкт-Петербурге.

1881—1882 — набережная реки Фонтанки, 19. 

1882—1884 — Лиговский проспект, 67. 

1884—1893 — Пушкинская улица, 10, кв. 26 (мемориальная доска). 

1893—1903 — Клинский проспект, 27.

## Роли в театре
- 1881 — «Горькая судьбина» А. Ф. Писемского — Лизавета
- 1881 — «Карьера» Королева — Марья Андреевна
- 1882 — «Русалка» А. С. Пушкин — Наташа
- 1882 — «Семейные расчеты» П. Куликова — Анна Петровна
- 1882 — «Сумасшествие от любви» О. Новицкого, В. Родиславского — Донна Хуана
- 1883 — «Медея» перевод Суворина и Буревина — Медея
- 1883 — «Псковитянка» Л. Мея — Вера
- 1883 — «Около денег» А. А. Потехина — Степанида
- 1884 — «Без вины виноватые» А. Н. Островского — Кручинина
- 1884 — «Последний кумир» А. Додэ — Гертруда
- 1884 — «Бедная невеста» А. Н. Островского — Марья Андреевна
- 1884 — «Чародейка» И. В. Шпажинского — Евпраксия
- 1884 — «Елизавета Николаевна» М. И. Чайковского — Елизавета Николаевна
- 1885 — «Не от мира сего» А. Н. Островского — Ксения
- 1886 — «Семья» В. А. Крылова — Анна Ивановна
- 1886 — «Арказановы» А. И. Сумбатова — Варвара Ивановна
- 1887 — «Русалка» А. С. Пушкин — Наташа — юбилейный спектакль
- 1887 — «Василиса Меленьева» А. Н. Островского — Василиса
- 1887 — «Фаустина» перев. гр. Ржевужского — панна София
- 1888 29 декабря — «Не в свои сани не садись» А. Н. Островского — Дуня
- 1888 30 декабря — «Каширская старина» Д. В. Аверкиева — Марьица
- 1889 — «Иванов» А. П. Чехова (Александринский театр) — Анна Петровна
- 1889 — «Из мрака к свету» — Грация Розбери
- 1889 — «Хрущевские помещики» А. Федотова — Глаша
- «Ребёнок» Боборыкина — Верочка
- «Перемелется — мука будет» Самарина — Софья
- 1890 — «Свекровь» Н. А. Чаева — Таисия
- 1890 — «Горькая судьбина» Писемского — Лизавета
- 1890- «Гроза» Островского — Катерина
- «Бедная невеста» Островского — Марья Андреевна
- «Семейные расчёты» Куликова — Аннета
- 1895 16 октября — «Власть тьмы, или Коготок увяз - всей птичке пропасть» — Матрена